# Hirslanden
Hirslanden ist ein Quartier der Stadt Zürich. Die ehemals selbständige Gemeinde Hirslanden wurde 1893 eingemeindet und bildet heute zusammen mit Fluntern, Hottingen und Witikon den Kreis 7.

## Wappen
Blasonierung
In Blau eine beblätterte goldene Hirserispe mit drei Ährchen

## Geschichte

### Dorf und Gemeinde

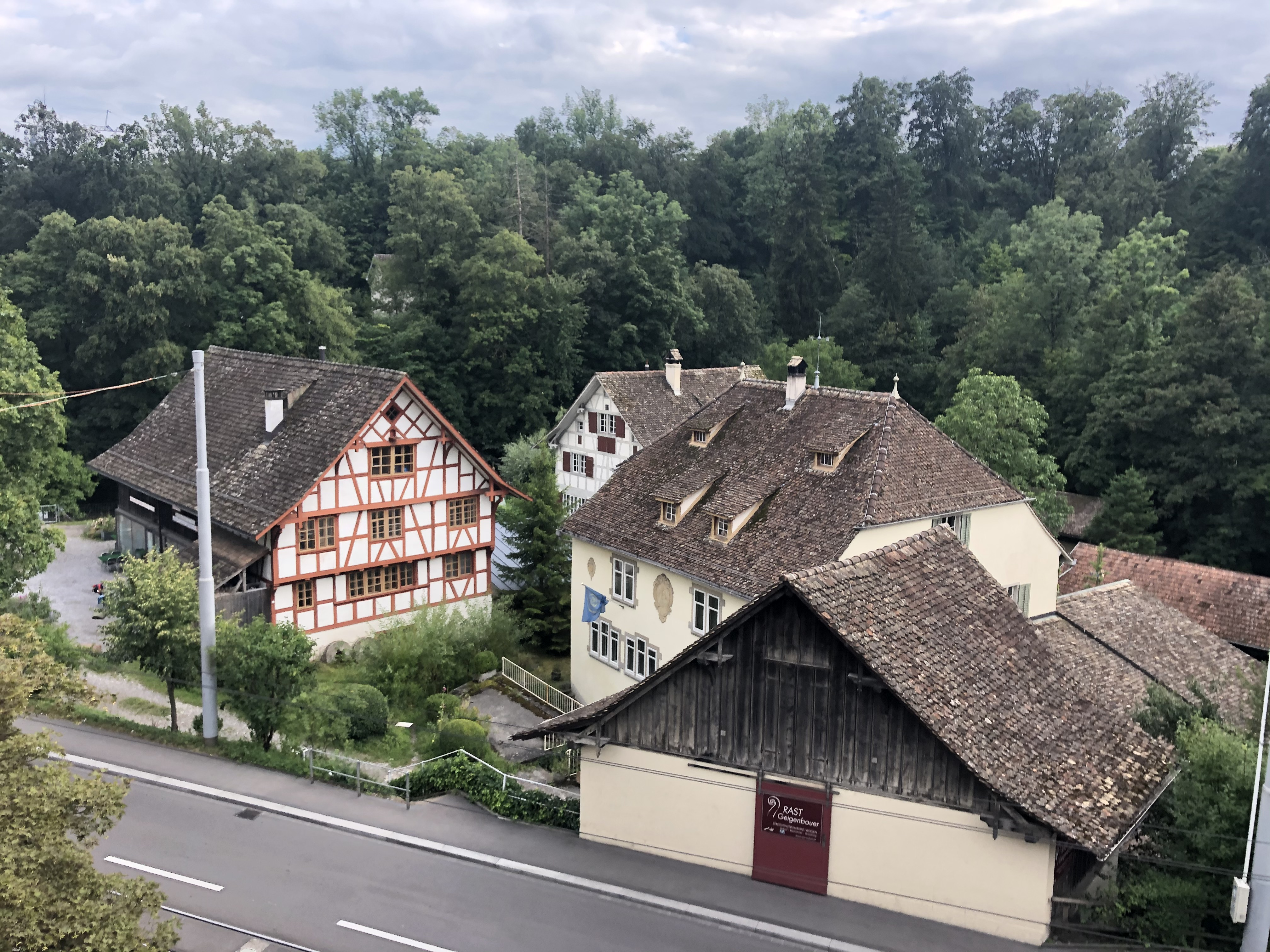
Historischer Dorfkern mit der Mühle Hirslanden (rechts) und dem Knechtenhaus (links, heute Quartiertreff Hirslanden)

Balgrist und Witikon im Hintergrund auf einer Aufnahme von Werner Friedli (1953)

Die erste urkundliche Erwähnung von Hirslanda geht auf das Jahr 946 zurück und steht im Zusammenhang mit der Zahlung der Zehnten an das Grossmünsterstift.
In Hirslanden bildete sich nie ein eigentliches Zentrum, die Gemeinde war eine Streusiedlung mit kleineren Siedlungsschwerpunkten an der Landstrasse zur Forch und in der Klus. Die grössten Konzentrationen bildeten sich am Kreuzplatz, am Hegibach und (früher Im Dorf genannt) beim Gemeindehaus (heute Tramhaltestelle Wetlistrasse).
Hirslanden fiel in die Zuständigkeit des Kelnhofs Stadelhofen, welcher zum Fraumünster gehörte. Lehnsherren waren seit Mitte des 13. Jahrhunderts die Zürcher Mülner, die 1358 ihre Rechte über Stadelhofen an die Stadt Zürich verkauften. Die Stadt Zürich gliederte Stadelhofen samt zugehöriger Gebiete 1384 in die Obervogtei Küsnacht ein, die bis zum Zusammenbruch des Ancien Régime 1798 und der Gründung der Helvetischen Republik Bestand hatte.
Nachdem Hirslanden kirchlich jahrzehntelang zum Grossmünster gehört hatte, gründete es 1834 zusammen mit den Gemeinden Hottingen und Riesbach die Kirchgemeinde Neumünster, eine Aktiengesellschaft mit dem Ziel, eine eigene Kirche zu verwirklichen. Das Neumünster wurde zwischen 1836 und 1839 erstellt und liegt an der Neumünsterstrasse, die vom Hegibachplatz in Richtung Zürichsee führt. Das Gebiet gehört zu Riesbach (Quartier Weinegg). Allerdings ist der Name Neumünster stärker verwurzelt und bezeichnet auch ein nahegelegenes Schulhaus und die Poststelle 8032, die nicht der abstrakten städtischen Einteilung folgt, sondern pragmatisch das Gebiet Neumünster bedient.

### Eingemeindung nach Zürich

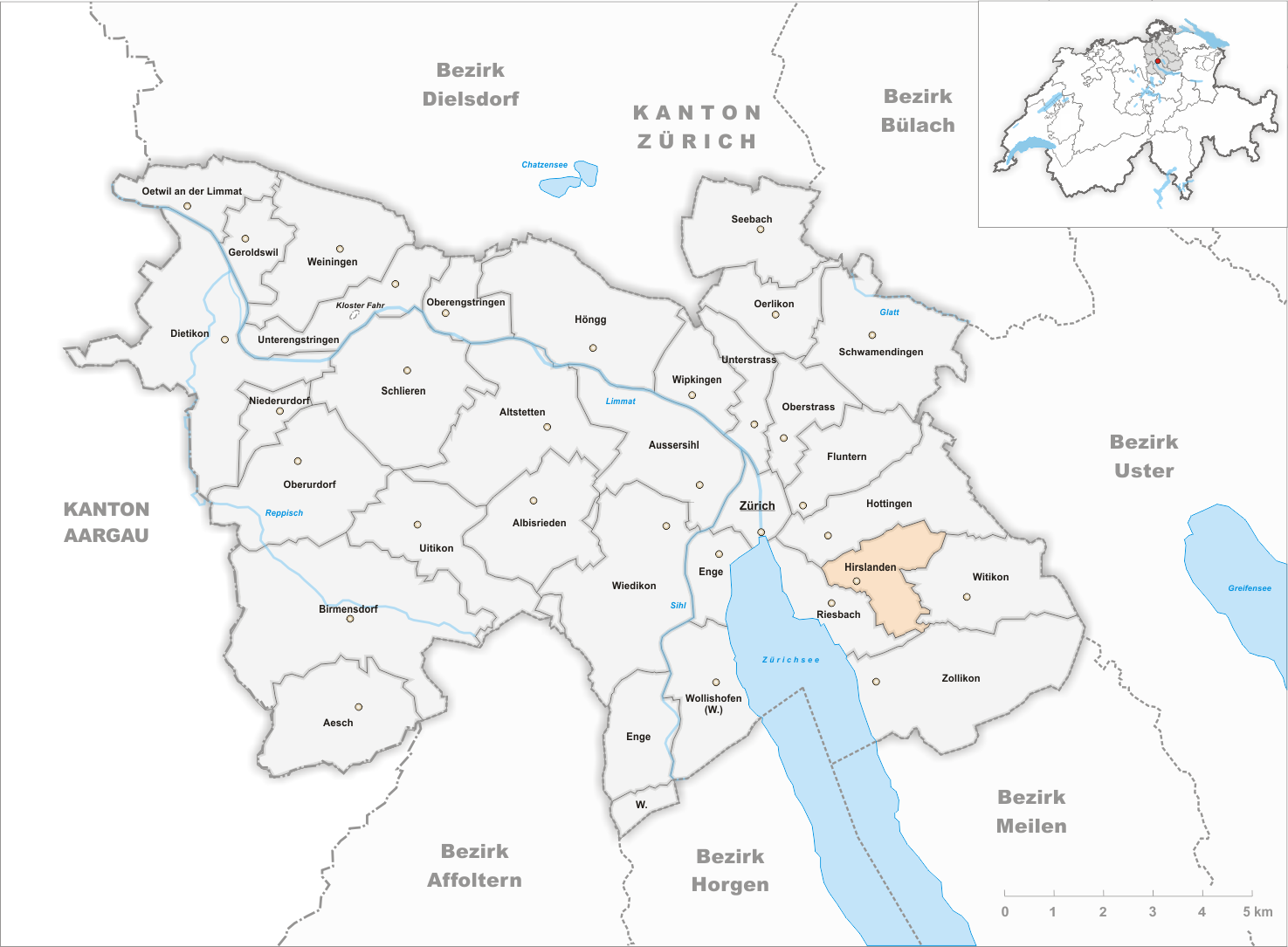
Die Gemeinde innerhalb des Bezirks Zürich vor der Eingemeindung 1893

1893 wurden die Gemeinde Hirslanden und zehn weitere selbständige Gemeinden Teil der Stadt Zürich. Die Stadt und die neuen elf Gemeinden wurden in fünf Stadtkreise (I bis V) eingeteilt. Hirslanden bildete zusammen mit Fluntern, Hottingen und Riesbach den Stadtkreis V.
Die Einteilung der ursprünglichen fünf Stadtkreise wurde 1913 revidiert, und es wurden durch die Dreiteilung des Stadtkreises III und die Zweiteilung des Stadtkreises V neu die Stadtkreise 1 bis 8 gebildet. Dadurch wurde der Kreis V in den heutigen Stadtkreis 7 umnummeriert, während die ehemalige Gemeinde Riesbach zum neuen Stadtkreis 8 wurde. Mit der Abspaltung Riesbachs verlor Hirslanden das Gebiet Balgrist und Teile des Gebiets um den Kreuzplatz, die neu Riesbach zugeteilt wurden, um die Grösse der Kreise etwas auszugleichen.
Mit der zweiten Eingemeindung von 1934 kamen acht weitere Gemeinden zur Stadt hinzu, welche in den neuen Stadtkreisen 9 bis 11 zusammengefasst wurden, während die alten Stadtkreise bis auf zwei Ausnahmen unverändert gelassen wurden: Wipkingen wechselte in den Kreis 10, während die neue Gemeinde Witikon dem bereits bestehenden Kreis 7 zugeordnet wurde. Letzteres hatte noch einen späten Effekt auf Hirslanden, das nach dem Balgrist ein weiteres Gebiet verlor, als 1964 Eierbrecht neu Witikon zugeteilt wurde. Während das Gebiet Eierbrecht vom übrigen Quartier isoliert ist, hängt das Gebiet Balgrist eng mit Hirslanden zusammen.

## Bevölkerungsentwicklung des Quartiers
Quelle: Statistik & Daten: Hirslanden

## Wirtschaft

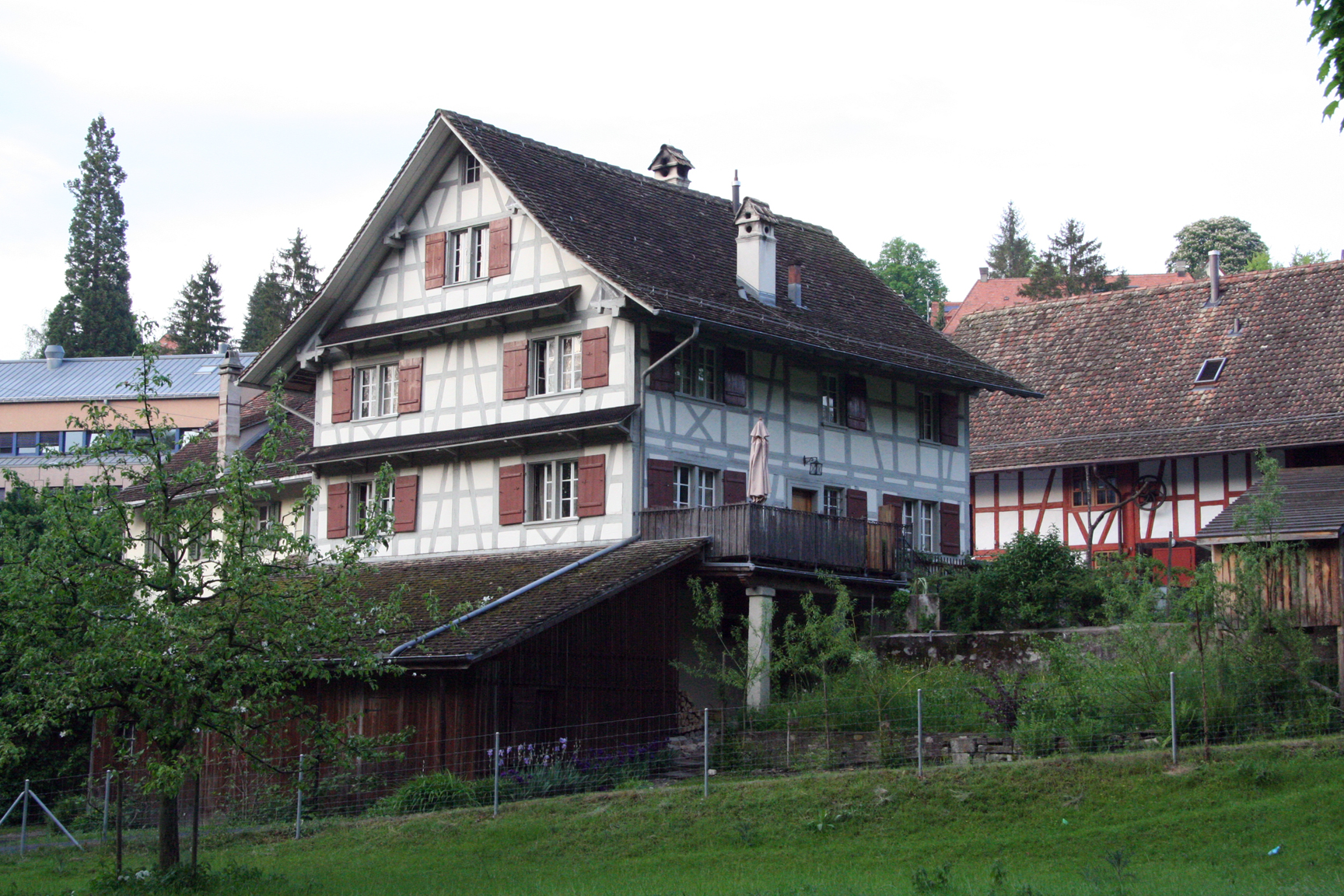
Lehenhaus aus dem Jahr 1747 bei der Nägeli-Mühle (Forchstrasse 246)

Hirslanden ist heute in erster Linie ein Wohnquartier, in dem die Strassenbezeichnungen Hammer, Drahtzug und Schlyfi noch daran erinnern, dass einst zwei Schmieden, eine Mühle und eine Schleife die Wasserkraft des Wehrenbachs und des vom Adlisberg her kommenden Stöckentobelbachs (im Volksmund Elefantenbach genannt) nutzten.
Durchmischt ist das Wohnquartier mit Kleingewerbe (Quartierläden und Boutiquen) und Dienstleistungsbetrieben, die sich auf die Forchstrasse und den Klusplatz konzentrieren.

## Gesundheitswesen

### Theodosianum / Alterszentrum Klus Park

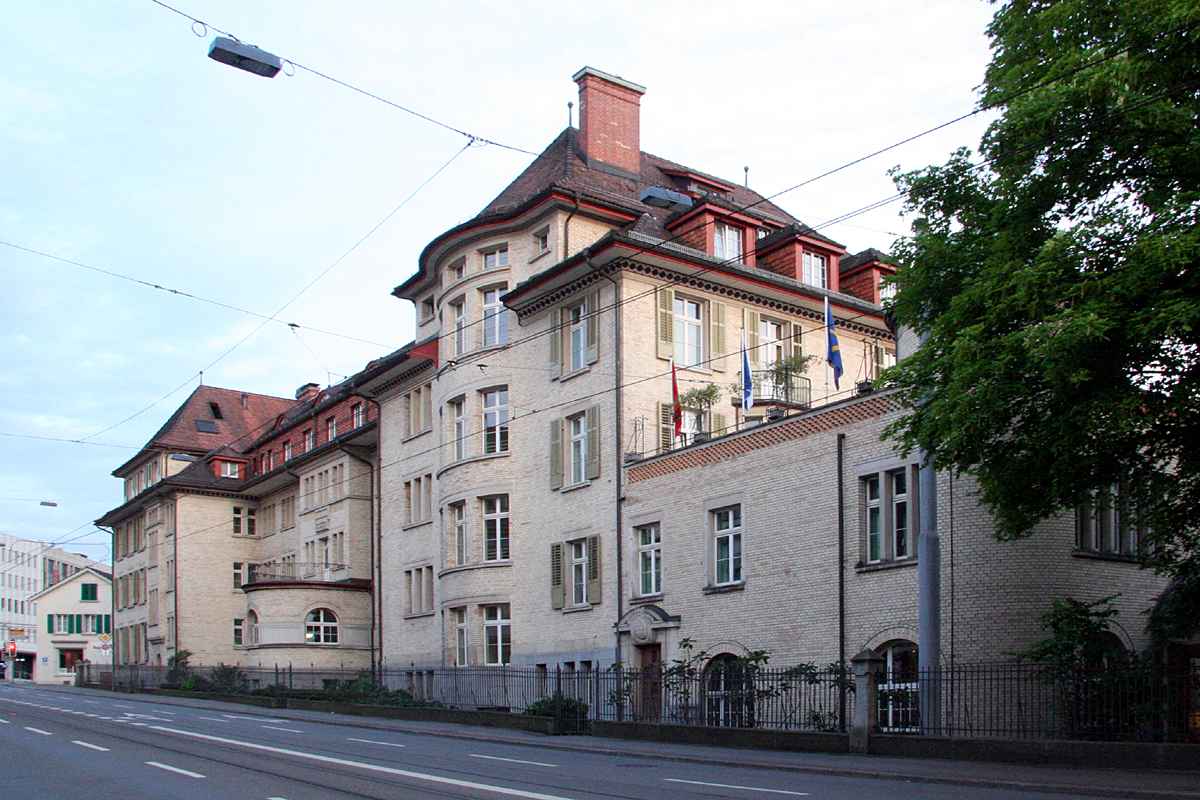
Theodosianum an der Asylstrasse 130

Das 1898 eröffnete Theodosianum beim Klusplatz wurde von den Franziskanerinnen aus Ingenbohl bis 1970 als Spital und Schwesternschule betrieben. Die Liegenschaft im Stil eines nordischen Renaissance-Schlosses und die dazugehörige Parkanlage wurden anschliessend von der Stadt Zürich übernommen, welche darin per Gemeinderatsbeschluss von 1973 das Alterszentrum Klus Park einrichtete.

### Klinik Hirslanden
Die 1932 gegründete Klinik Hirslanden und die benachbarte Universitätsklinik Balgrist stehen im Gebiet Balgrist, das seit der statistischen Gebietsrochade von 1913 formell nicht mehr zu Hirslanden gehört, sondern zu Weinegg.

## Verkehr

### Strassen

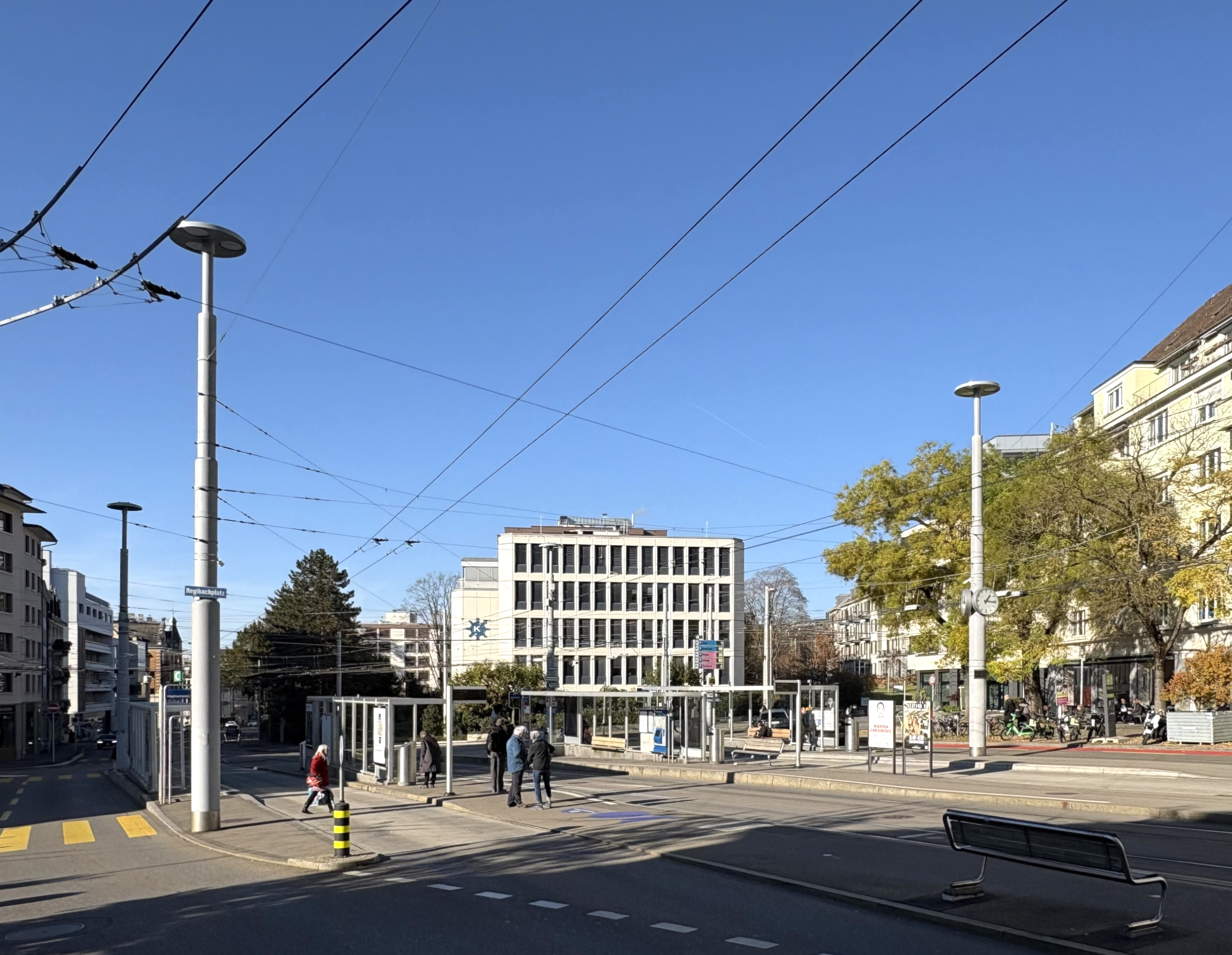
Hegibachplatz mit Haltestelle der Forchbahn

Hauptverkehrsader Hirslandens war von jeher die alte Landstrasse, die Zentrumsfunktion hatte und 1846 zur heutigen Forchstrasse ausgebaut wurde. An der Forchstrasse, der die Quartiergrenze über weite Strecken folgt, wird die groteske Quartierteilung besonders deutlich: Ab Balgrist zur Stadtgrenze gehört die Strasse heute zu Riesbach, während parallel dazu ein schmaler Streifen entlang des Wehrenbachs bei Hirslanden belassen wurde. Der Hauptverkehrsfluss verläuft ebenfalls parallel zum Hang des Adlisbergs, wogegen die quer gegen den Hang verlaufenden Strassen zwischen Hegibachplatz und Klusplatz (Hegibachstrasse und Hofackerstrasse) deutlich weniger Verkehr aufweisen.
Die Forchstrasse ist der Hauptzubringer zur Forchautostrasse (A52), die in Zumikon beginnt und nach Hinwil führt.

### Öffentlicher Verkehr
Die Gemeinde verfügt seit 1894 über Tramanschluss. Zusammen mit Hottingen gründete man 1893 die Elektrische Strassenbahn Zürich (ESZ) und eröffnete am 8. März 1894 die beiden ersten elektrischen Strassenbahnlinien in Zürich, mit Depot und Kraftstation in der Burgwies. Im Rahmen der Kommunalisierung der Trambetriebe ging die ESZ bereits am 1. Juli 1896 an die Stadt, die aus der ESZ die kommunale Städtische Strassenbahn Zürich (StStZ) formierte und im Laufe der Jahre sieben weitere Trambetriebe übernahm und in die StStZ integrierte, aus welcher 1950 die Verkehrsbetriebe Zürich (VBZ) entstanden.
Seit 1912 erschliesst auch die Forchbahn Hirslanden, welche die Gleise der VBZ mitbenutzt und von diesen verwaltet wird. 1997 wurde das Depot Burgwies stillgelegt und zwischen 2005 und 2007 umgebaut; Mitte 2006 hat darin eine Filiale der Migros ihren Betrieb aufgenommen, und an Pfingsten 2007 wurde das neue Tram-Museum Zürich eröffnet.
Das südlichere Hirslanden wird von der Tramlinie 11 und der Forchbahn (S18) erschlossen, den Klusplatz im Norden erreicht man mit den Tramlinien 3 und 8. Am Klusplatz besteht Anschluss an drei Regionalbuslinien und die Trolleybuslinie 34 nach Witikon. Seit 1998 verbindet die verlängerte Trolleybuslinie 33 den Klusplatz mit dem Hegibachplatz, wo 1979 bis 2017 die Trolleybuslinie 31 endete (zuvor bis Burgwies), und stellt damit die Nord-Süd-Verbindung im Quartier sicher. Vom Schienentaxi, das Hirslanden direkt mit dem wesentlich höher gelegenen Witikon verbinden soll, existiert dagegen erst eine Studie, welche von den beiden Quartiervereinen in Auftrag gegeben wurde. Stattdessen fährt seit Dezember 2017 die Trolleybuslinie 31 bis Kienastenwies in Witikon.

## Geographie

### Gewässer

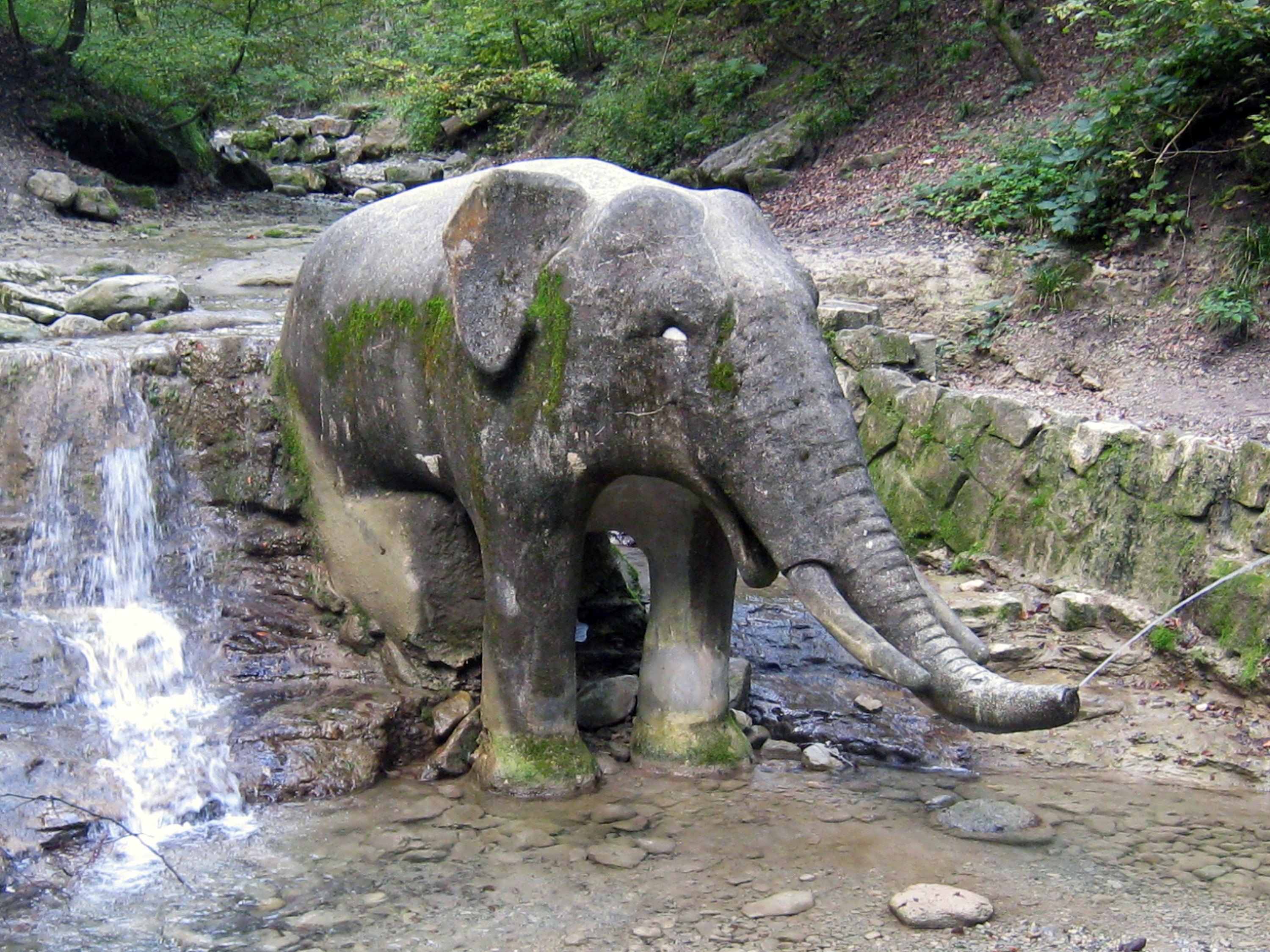
Skulptur im Elefantenbach

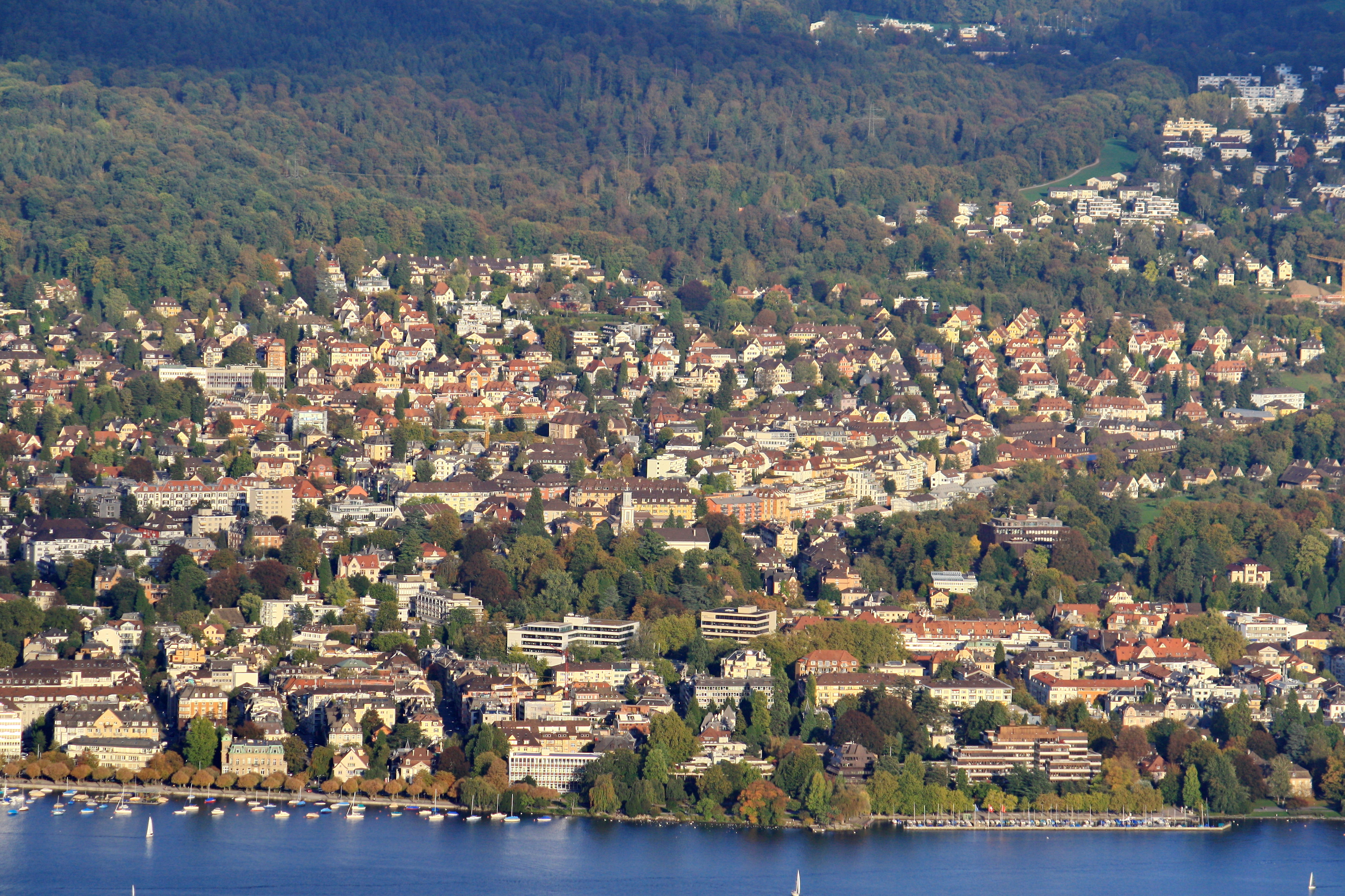
Ansicht vom Uetliberg auf Hirslanden, im Vordergrund das Seefeld

Prägend für die markante Topografie des Quartiers ist das Stöckentobel im Osten, das eine natürliche Grenze zu Witikon bildet. Der Elefantenbach im Stöckentobel, bekannt durch die 1898 errichtete Elefantenskulptur, vereinigt sich im Süden mit dem Wehrenbach zum Wildbach; die Grenze zum Quartier Weinegg folgt dem Wasserlauf. Der Hegibach hingegen, der das Quartier durchquert und dem heutigen Verkehrsknotenpunkt Hegibachplatz und der Hegibachstrasse seinen Namen gibt, wurde über weite Strecken kanalisiert und verläuft unter der Strassenoberfläche.
Stehende Gewässer gibt es in Hirslanden kaum. Eine Ausnahme bilden der Weiher beim Degenried und der Burgwies-Weiher, der 1883 als Wasserreservoir für die alte Mühle Hirslanden angelegt wurde.

## Schulen

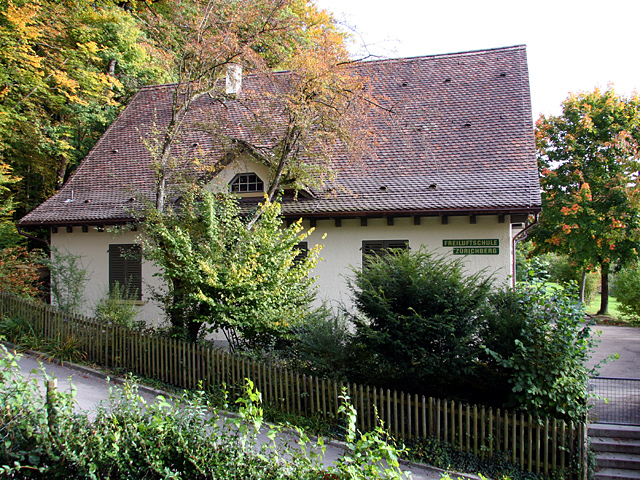
Freiluftschule Zürichberg

### Schule Hirslanden
Die öffentliche Schule Hirslanden besteht aus den beiden Schulhäusern Hofacker und Freiestrasse.

### Freiluftschule Zürichberg
Die heutige Freiluftschule Zürichberg an der Biberlinstrasse wurde 1914 als Waldschule gegründet. Die Stiftung Zürcher Walderholungsstätte wollte hier tuberkulosegefährdeten Kindern Erholung bieten. Per 1. Januar 1939 wurde die Einrichtung von der Stadt Zürich übernommen und in Freiluftschule Zürichberg umbenannt. Sie steht Zürcher Lehrkräften offen, die eine Woche mit ihrer Klasse in einer naturnahen Umgebung unterrichten möchten.

## Kultur

### Quartiertreff Hirslanden
Der Quartiertreff Hirslanden im Knechtenhaus der Mühle Hirslanden an der Forchstrasse 248 nahm seinen Betrieb im April 2005 auf. Er bietet ein Café und einen Mehrzweckraum, einen grösseren Saal für Veranstaltungen sowie kleinere Räume für Gruppen und Sitzungen. Das Gebäude ist seit 1971 im Besitz der Stadt Zürich.

## Persönlichkeiten
- Jacob Merz (1783–1807),  Zeichner, Maler und Kupferstecher, wurde in Hirslanden geboren.
- Herman Greulich (1842–1925), Politiker, erlangte in der damals selbständigen Gemeinde Hirslanden das Schweizer Bürgerrecht und lebte von 1875 bis zu seinem Tod 1925 an der Klusstrasse 28, war Gründer und Redaktor der Arbeiterzeitung Tagwacht und gilt zugleich als einer der Gründer der Schweizer SP.
- Arnold Böcklin, Künstler, liess sich an der heutigen Böcklinstrasse ein Ateliergebäude errichten. 1885 bis 1892 schuf er dort bekannte Werke und empfing seinen Freundeskreis, zu dem u. a. Gottfried Keller und Rudolf Koller gehörten. Das Gebäude wurde 1981 ins Inventar der überregionalen Schutzobjekte aufgenommen.[11]
- Karl Bickel (1886–1982), Künstler, wurde 1886 in Hirslanden geboren.
- Else Eisner (1887–1940), deutsche Sozialdemokratin und Frau des bayerischen Ministerpräsidenten Kurt Eisner, wurde 1887 in Hirslanden geboren.
- Maria Stader (1911–1999), Sängerin,  lebte in den 1950er und 60er Jahren an der Hirslanderstrasse 18.